# Homoúsián
Homoúsián je v křesťanství stoupencem vyznání víry Prvního nikajského koncilu roku 325. Toto vyznání a slovo homoúsios, „soupodstatný“, vyjadřuje víru, že Bůh Syn a Bůh Otec mají tutéž podstatu. Koncil, jemuž předsedal córdobský biskup Hosius, se nakonec shodl na společném vyznání víry a odsoudil Areia (Aria), stoupence opačného názoru – že totiž Ježíš Kristus nebyl bůh, ale pouze člověk.[zdroj?] Koncilu se nepodařilo diskusi v církvi ukončit, ta trvala až do konce 4. století. V dějinách církve se proto mluví o stoupencích nauky Nikajského koncilu ve 4. století jakožto o homoúsiánech.